# チェルメリュ鉄道
チェルメリュ鉄道（スロバキア語 : Čermeľská železnica）は、東部スロバキア・コシツェ県にあるスロバキア国鉄（ŽSR）の狭軌鉄道線。正式名称はコシツェ子供歴史鉄道（Košická detská historická železnica, KDHŽ）で、子供鉄道（Detská železnica）またはコシツェ子供鉄道（Košická detská železnica, KDŽ）とも呼ばれる。旧チェコスロバキアで初めて開設された子供鉄道である。

## 概要

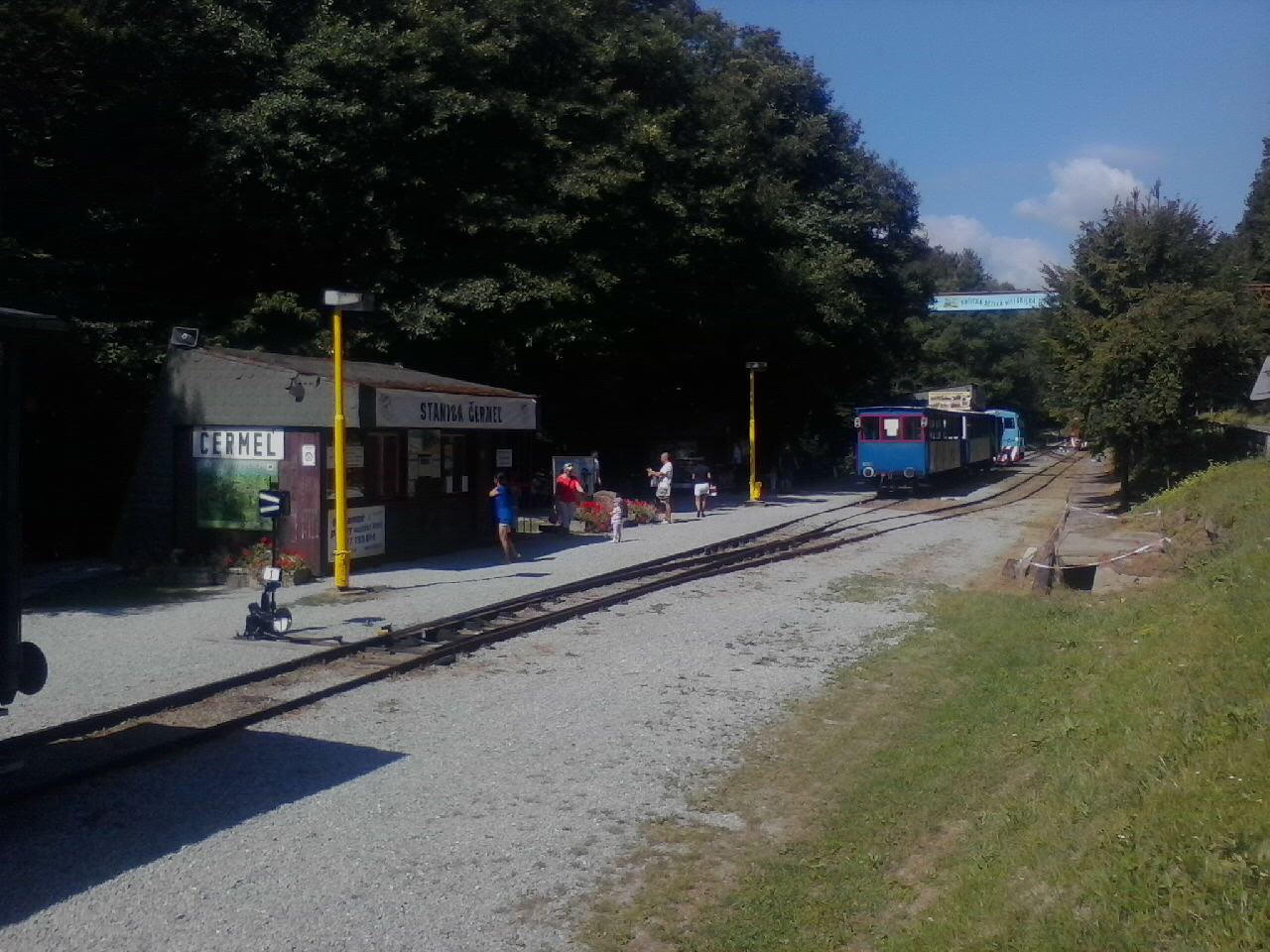
起点のチェルメリュ駅

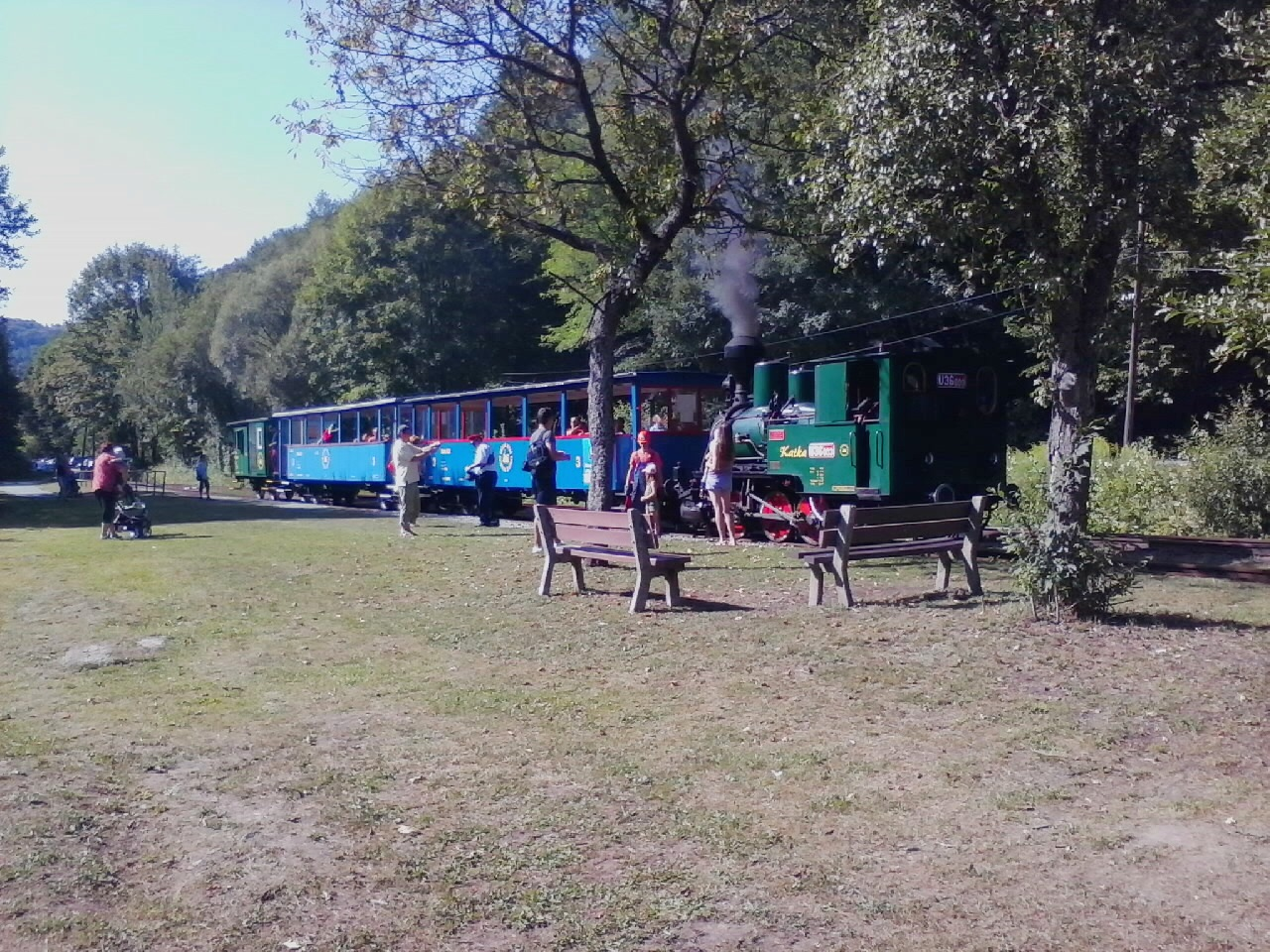
終点のアルピンカ駅

社会主義時代の1956年に開業した。路線はコシツェ市1区西街区郊外のチェルメリュ渓谷にあり、全線が二級道路547号線（チェルメリュ街道）に並行している。軌間は1,000ミリゲージで路線長は4.2km。チェルメリュ（チェルメリュ=バラーノク）駅（Čermeľ; Čermeľ-Baránok）、ウプレト（チェルメリュ=ヴォダールカ）停留場（Vpred; Čermeľ-Vodárka）、アルピンカ駅（Alpinka）の3駅があり、起点のチェルメリュ駅に車庫がある。
路線はスロバキア国鉄（ŽSR）が所有し、非営利組織（市民協会 ; občianske združenia）の市民協会コシツェ子供鉄道（OZ Detská železnica Košice）が車両保有管理と列車運行業務を、コシツェ市交通企業株式会社（DPMK）が保線と乗車券販売業務を行っている。
民主化後は一時子供による運営は行われていなかったが、市民協会移管後の2012年から子供の運営スタッフが復活した。現在は4月下旬から11月上旬まで週末を中心に運行されていて、市民協会では将来、通年運行を行う方針を示している。
ほかの国鉄線とは連絡していないが、市街中心部のミエル（Mier）バス停留場とチェルメリュ街道沿線を結ぶDPMKの路線バス14番系統で連絡バスを運行している。片道の所要時間は22分。市民協会への運営移管前の2011年現在の運賃は6歳から15歳までの子供が0.5ユーロ、15歳を超える大人が1.0ユーロで、6歳未満の幼児は無料だった。

### 歴史
鉄道労働者の幼年育成を目的にコシツェの国鉄OBやチェコスロバキア国営自動車交通（ČSAD）、コシツェ市交通企業の主導で1955年4月17日に着工。翌1956年5月1日にチェルメリュ-ピオニエル（Pionier, 現・アルピンカ）間が開業した。1973年から1975年までの3年間は運行を休止したほか、1986年から1987年にかけて大規模な路線の補修が行われた。
民主化後の1990年には子供による運営は取りやめとなり、連邦制解消後後はチェコスロバキア国鉄からスロバキア国鉄に移管された。さらに2001年のスロバキア国鉄上下分離に伴い鉄道企業体株式会社（旧ZSSK、のち鉄道企業体スロバキア株式会社に移行）が車両保有管理と列車運行を、コシツェ市交通企業株式会社（DPMK）が保線および乗車券販売を行う運営体制に移行した。
開業50周年の2006年春、洪水で全線に被害を受け、復旧工事のため、同じ1000mm軌間のスロバキア国鉄タトラ電気鉄道(TEŽ)から保線用ホッパー貨車1両（車番なし）が移籍した。
2011年には鉄道活性化と地域振興を目的に、ZSSKから車両と列車運行業務が市民協会コシツェ子供鉄道に移管され、2012年から市民協会による運営が始まった。同時に社会主義時代と同様に大人のスタッフの監督のもと、子供の運営スタッフによる運行が復活し、運行期間は従来の5月1日－9月中旬から4月下旬－11月上旬に拡大された。さらに2013年には路線名を「コシツェ子供歴史鉄道」に改称した。

### 車両
機関車は開業以降タンク式蒸気機関車U35.104とU36.004の2両が所属していたが、1965年にディーゼル機関車T29.002（のちTU29.0002に改番、愛称・ヤンカ）、T29.003（のちTU29.0003に改番、愛称・ダンカ）に置き換えられた。さらに1991年7月、現存するチェコスロバキア最古の蒸気機関車としてチェコスロバキア国鉄スピシュスカーノヴァーヴェス機関区（コシツェ県スピシュスカーノヴァーヴェス市）で保存されていたU36.003（1884年製）が、国鉄チェスケーヴェレニツェ機関区（チェコ・南ボヘミア県）での復元工事を経て配属され、「カトカ」の愛称を与えられた。
同機は当鉄道から約20キロ西方にあったゲルニツァ－スモルニーク鉄道（全長26km）向けに1884年に新製された蒸気機関車で、チェコスロバキア国鉄編入後、第二次世界大戦前後に一時フロンスカーブレズニツァ－バンスカーシュチアウニツァ鉄道線（現・スロバキア国鉄フロンスカードゥーブラウカ－バンスカーシュチアウニツァ鉄道線、1949年改軌）で使用されたのち1949年に復帰。1965年の同線廃止後、所属のスピシュスカーノヴァーヴェス機関区が保存したものである。
U36.003はボイラーの不調で1993年以降使用できなくなったものの、1996年に再びチェコ鉄道チェスケー・ヴェレニツェ機関区で修繕工事を受け、同年5月7日に復帰した。
2017年には蒸気機関車U29.101（愛称・クルトヴィッヒ）が入線した。1957年にČKDソコロヴォ国営会社（ČKD Sokolovo, n. p.）が製造した産業用蒸気機関車（製造形式・ČKD 900 BS 200、製造番号4023）で、戦前のドイツの産業用蒸気機関車の設計を流用して戦後、ČKDがチェコスロバキア国内向けに約1000両製造したうちの1両である。同機はチェコ・パルドゥビツェ県ジャンベルク市の露天掘褐炭鉱山で使用され、廃車後、地元ジャンベルク市の旧式機械技術博物館（Muzeum starých strojů a technologií）で保存されたのち、2016年に同館で復元工事を行ったもので、譲受・入線時にU29.1の形式が与えられた。
客貨車は客車5両（うち開放形客車3両）と緩急車2両が在籍している。いずれも19世紀から20世紀初頭にかけて国内の1000mm軌間鉄道向けに製造されたものを復活させたもので、客車はU36.003「カトカ」と同じゲルニツァ－スモルニーク鉄道線で、緩急車はフロンスカーブレズニツァ－バンスカーシュチアウニツァ鉄道線でそれぞれ使用されていたものである。
2013年5月25日に開かれた子供向け演劇イベントに合わせ、これらの客車・緩急車にもすべて愛称が付けられた。
| 車両番号   | 愛称                      | 製造年 | 備考                                                       |
| ---------- | ------------------------- | ------ | ---------------------------------------------------------- |
| U 36.003   | カトカ（Katka）           | 1884年 | 蒸気機関車                                                 |
| U29.101    | クルトヴィッヒ（Krutwig） | 1957年 | 蒸気機関車                                                 |
| TU 29.2002 | ヤンカ（Janka）           | 1965年 | ディーゼル機関車、TU29.0002から2010年改番。ZSSK形式701.952 |
| TU 29.2003 | ダンカ（Danka）           | 1965年 | ディーゼル機関車、TU29.0003から2010年改番。ZSSK形式701.953 |
| ABC/u 600  | フゴ（Hugo）              | 1913年 | 客車                                                       |
| Ca/u 611   | フベルト（Hubert）        | 1913年 | 客車、2013年10月26日入線、旧Ba/u                           |
| D/u 840    | ヤンコ（Janko）           | 1913年 | 緩急車、チェルメリュ信号場構内に保存                       |
| D/u 841    | ペチュコ（Peťko）         | 1886年 | 緩急車                                                     |
| Ca/u 621   | サムコ（Samko）           | 1910年 | 開放形客車                                                 |
| Ca/u 620   | クブコ（Kubko）           | 1913年 | 開放形客車                                                 |
| Ba/u 610   | マチュコ（Maťko）         | 1904年 | 開放形客車                                                 |

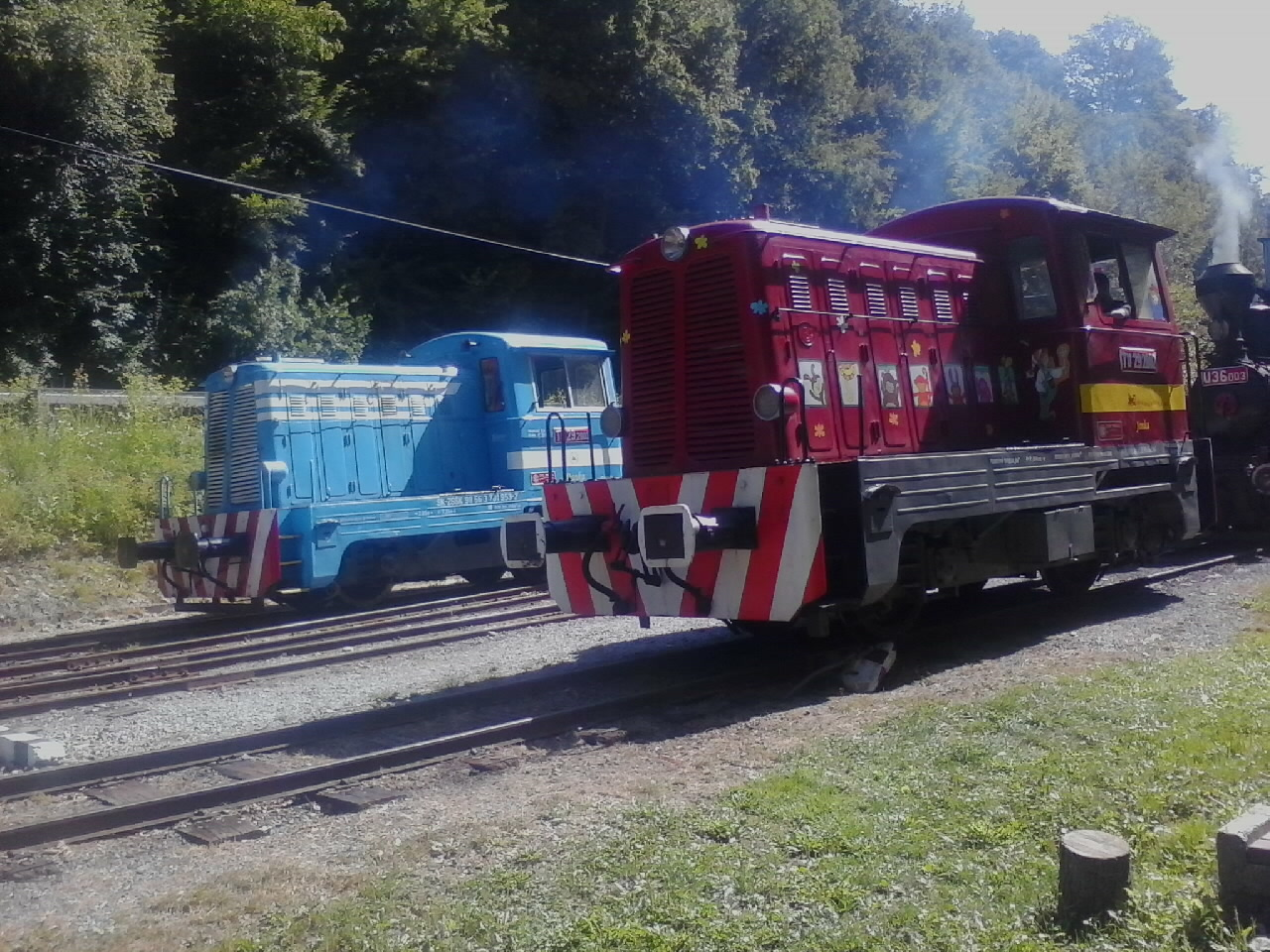
手前はTU29.2002「ヤンカ」(Janka)、奥はTU29.2003「ダンカ」(Danka）
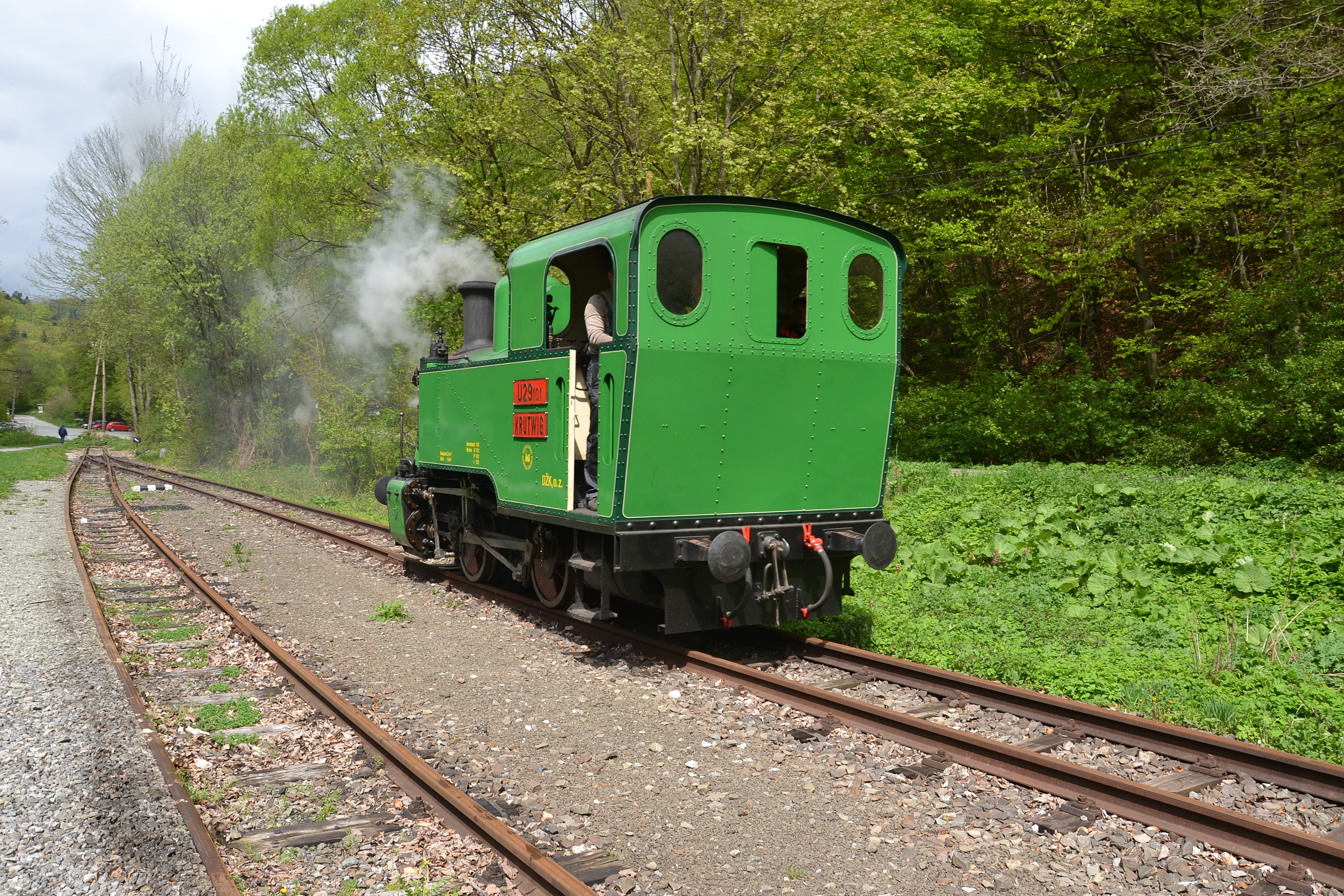
U29.101「クルトヴィッヒ」（Krutwig）
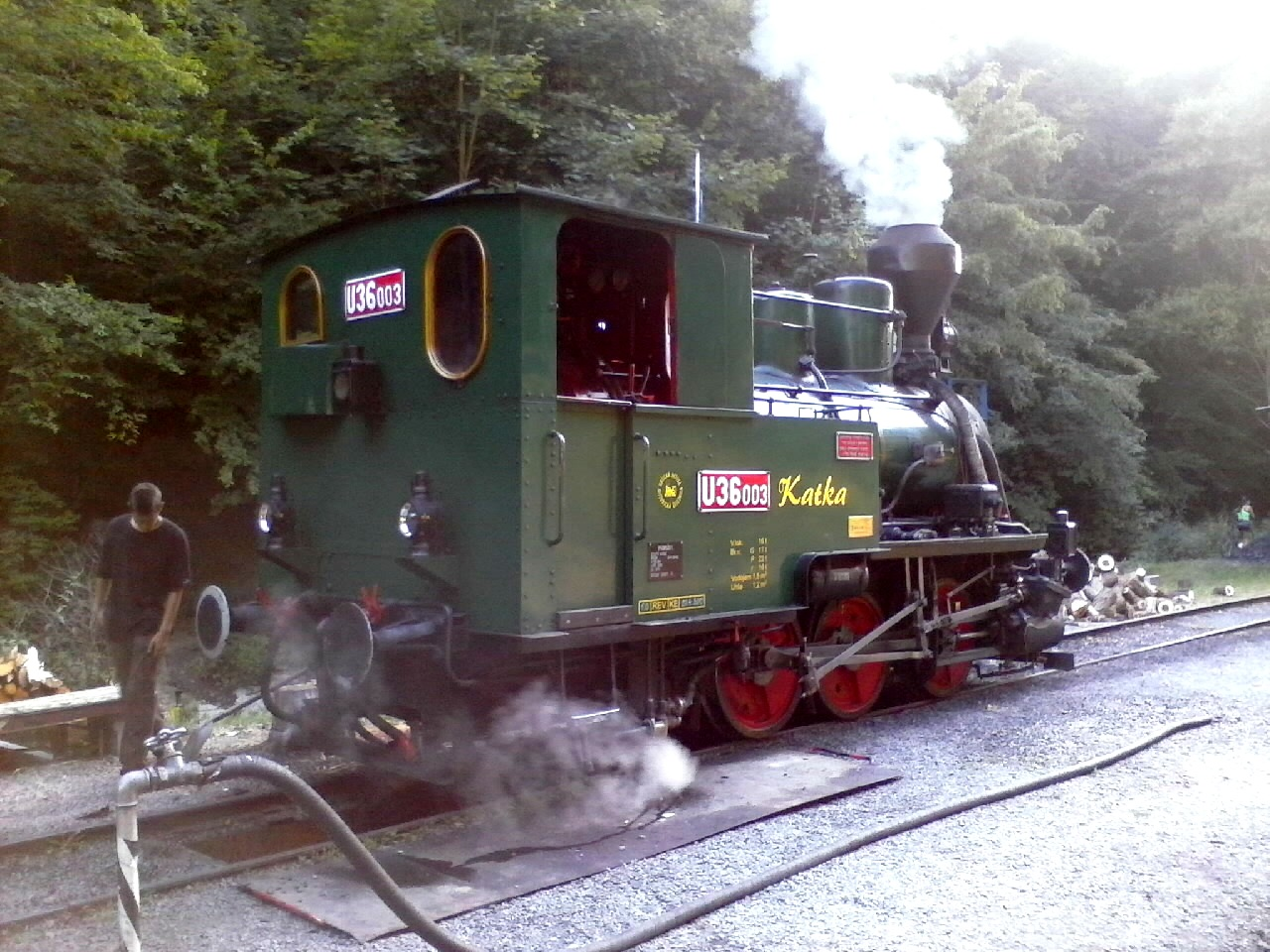
U36.003「カトカ」（Katka）
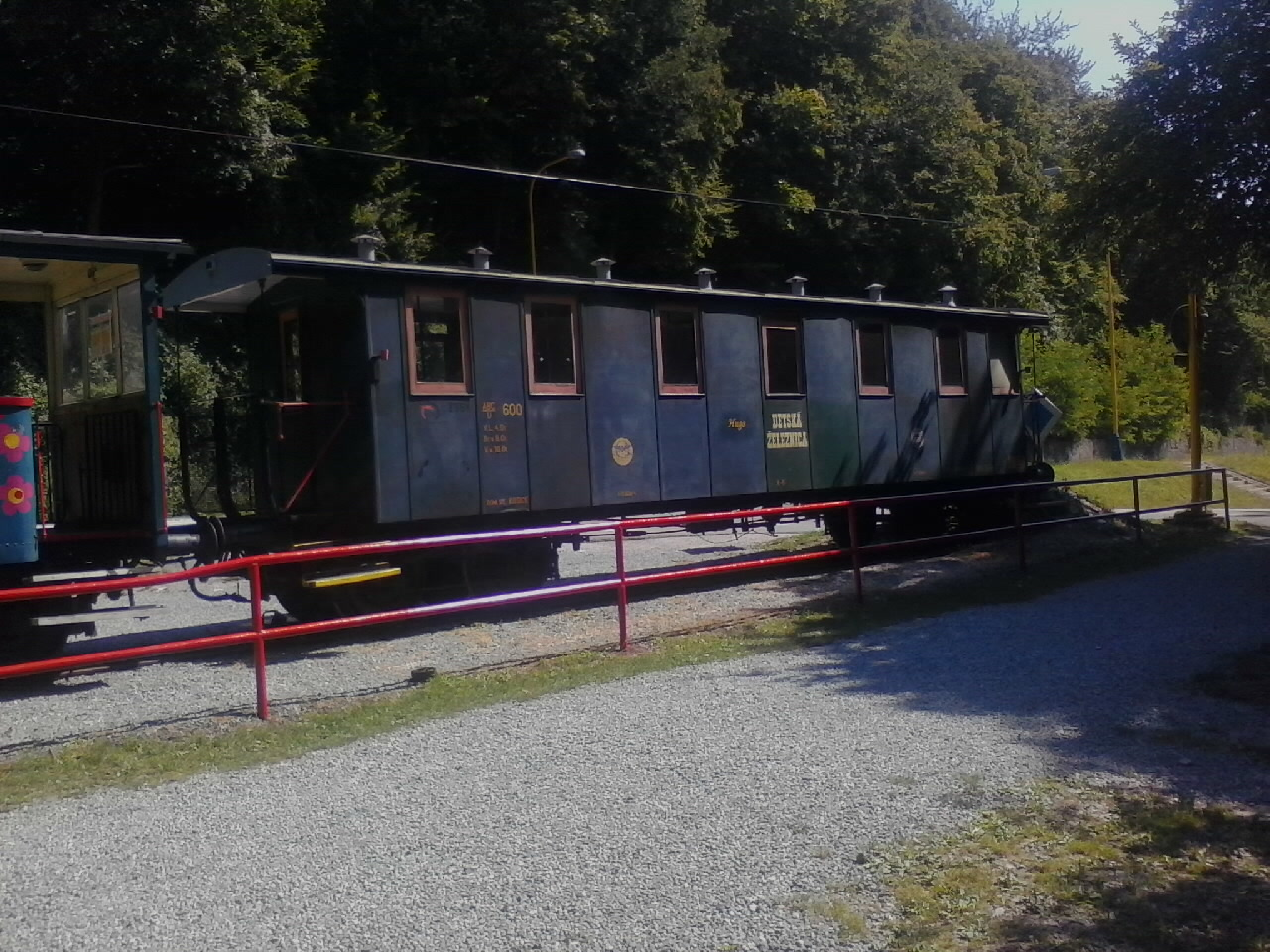
ABC/u600形客車（600）
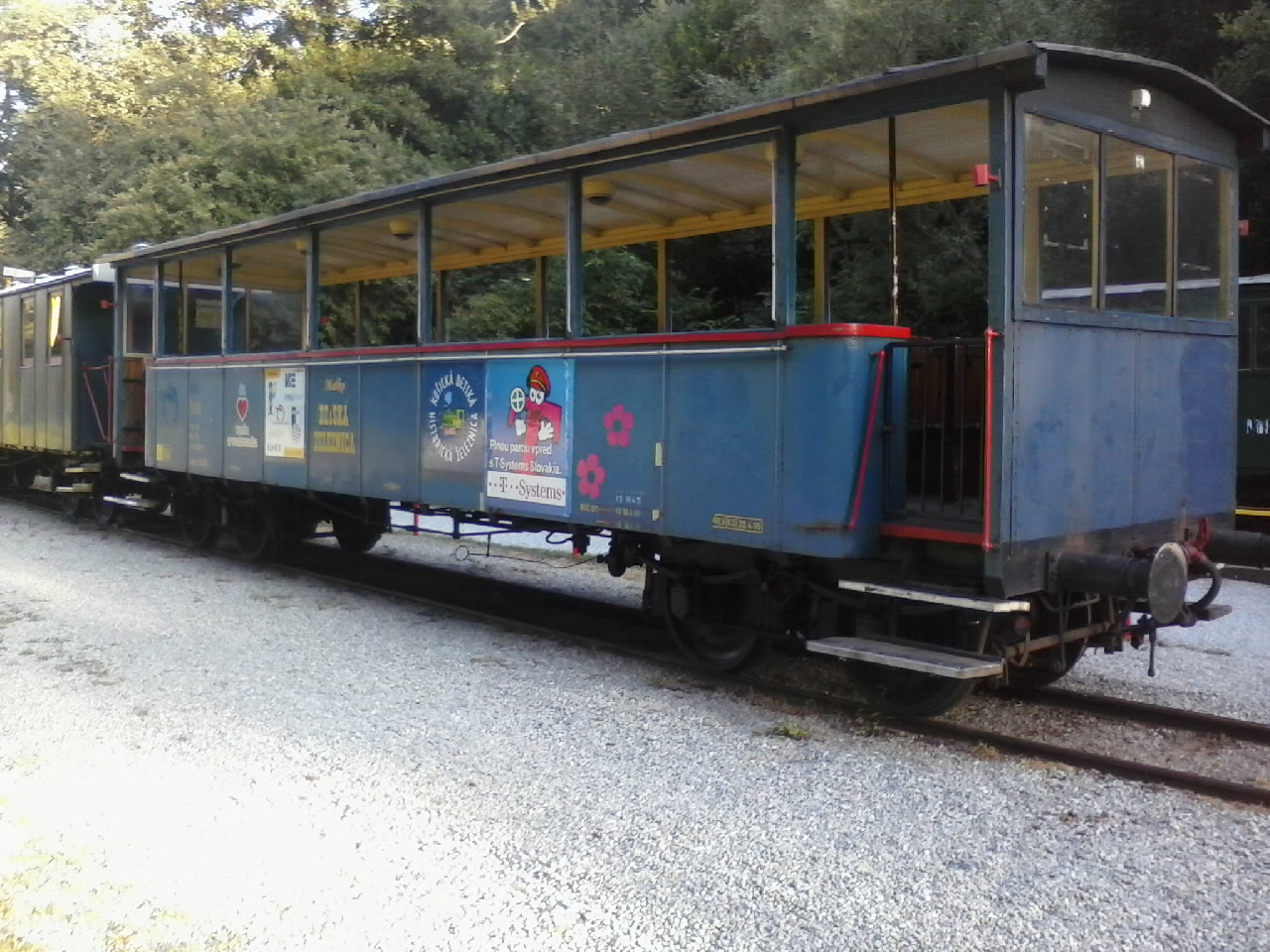
Ba/u610形客車（610）
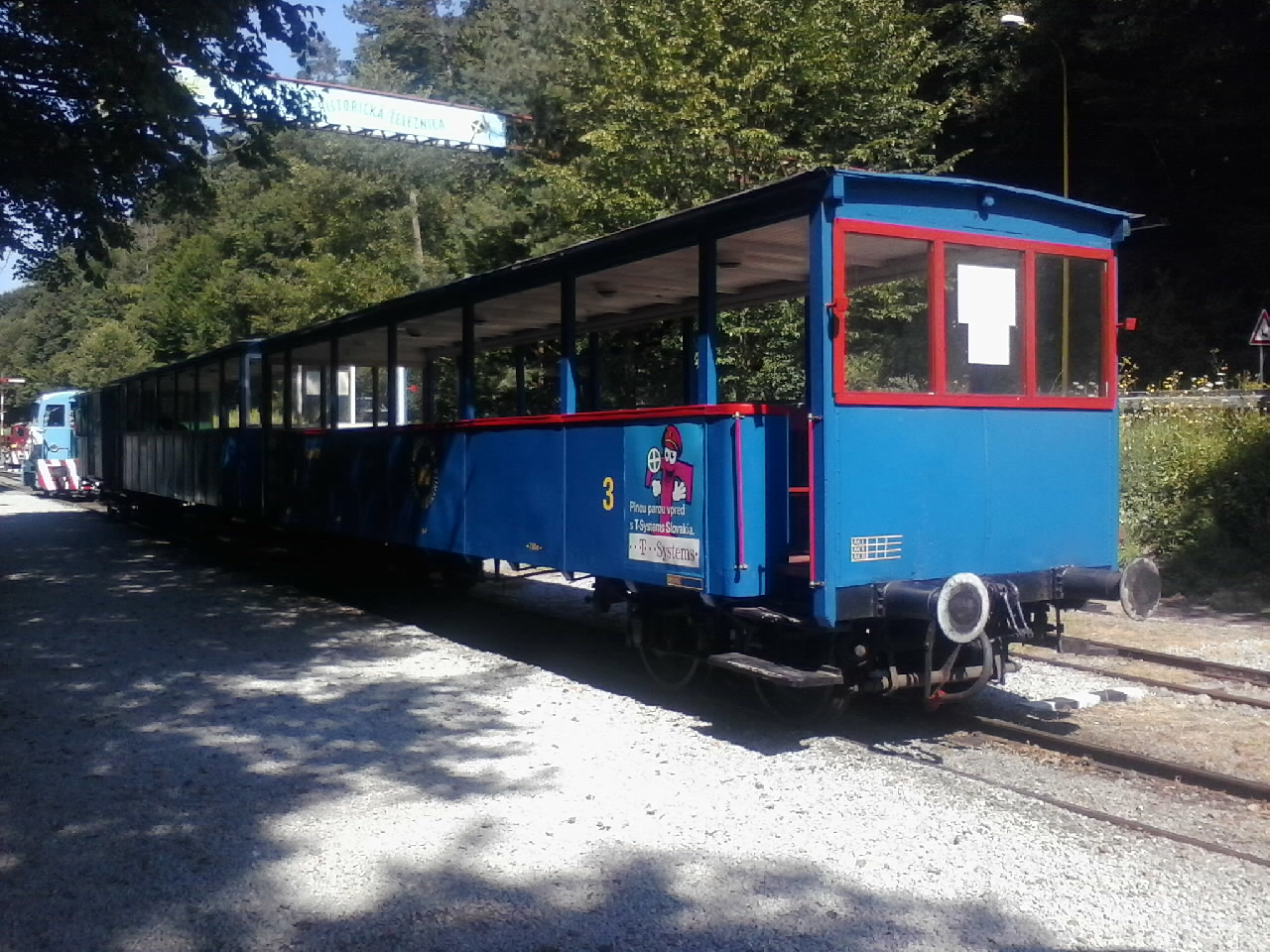
Ca/u620形客車（620,621）
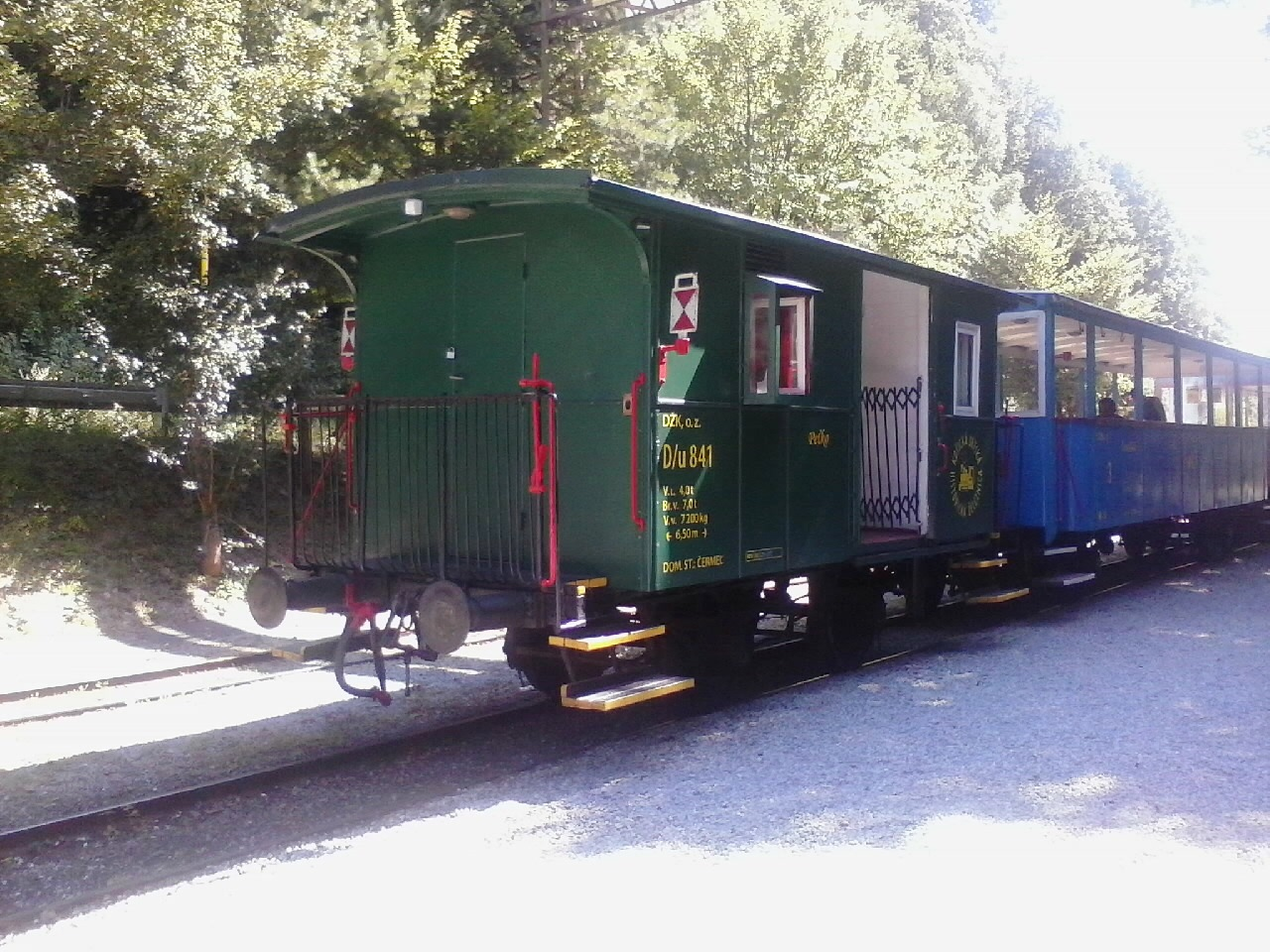
D/u840形緩急車（841）
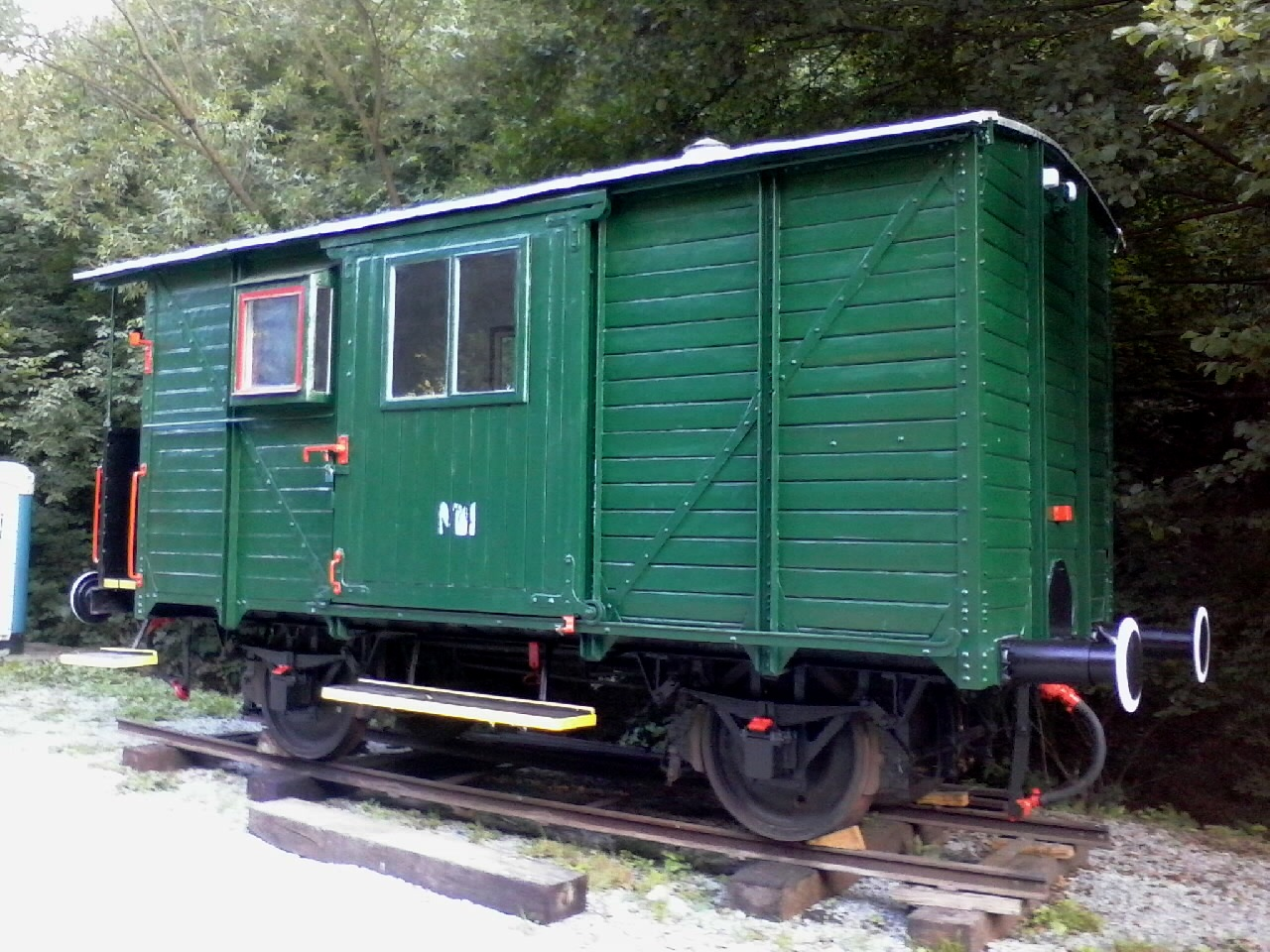
D/u840形緩急車（840、チェルメリュ構内に保存）
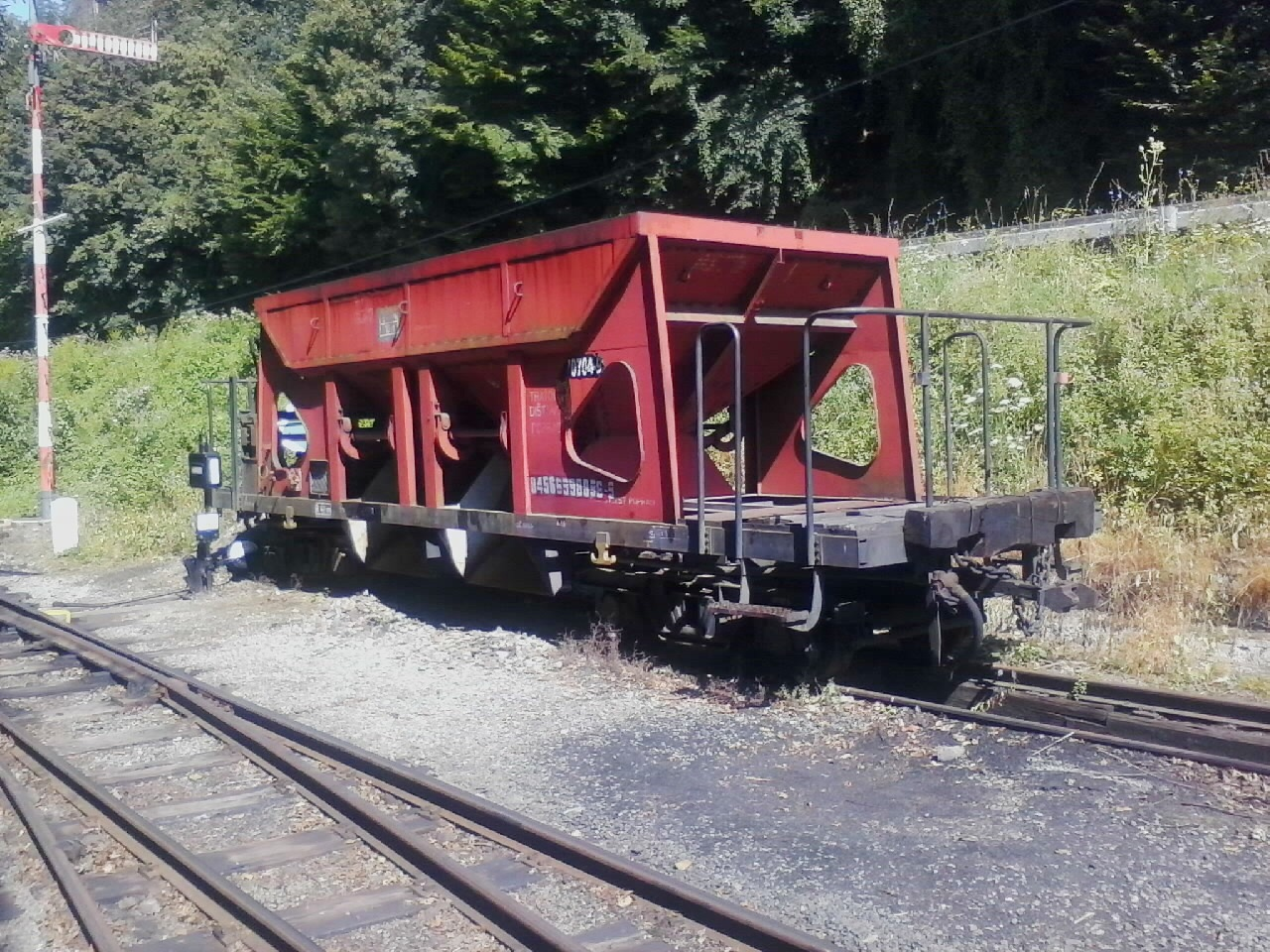
国鉄タトラ電気鉄道から入線した保線用ホッパー貨車（車番なし）